# House of Gucci
House of Gucci és una pel·lícula de 2021 de crim biogràfic dramàtic nord-americana dirigida Ridley Scott i està basada en el llibre de Sara Gay Forden de 2001 The House of Gucci: A Sensational Story of Murder, Madness, Glamour, and Greed. La pel·lícula segueix Patrizia Reggiani (Lady Gaga) i Maurizio Gucci (Adam Driver), mentre el seu romanç transforma en un combat per aconseguir el control de la marca de disseny italiana Gucci. Jared Leto, Jeremy Irons, Jack Huston, Salma Hayek i Al Pacino també apareixen a la pel·lícula.
Scott volia fer una pel·lícula sobre la dinastia Gucci, després d'adquirir els drets del llibre de Forden a principis dels anys 2000. El projecte va quedar aparcat durant forces anys, amb una sèrie de directors i actors rumorejats que es van considerar abans que Scott i Gaga s'unissin definitivament a la pel·lícula el novembre de 2019. Gran part del repartiment restant es va unir l'estiu següent i el rodatge va començar a Itàlia i va durar des de febrer fins a maig de 2021.
L'estrena mundial de la pel·lícula va tenir lloc a l'Odeon Luxe Leicester Square, Londres, el 9 de novembre de 2021. Als cinemes dels Estats Units, va ser estrenada el 24 de novembre de 2021, a mans de United Artists Releasing. La pel·lícula va rebre crítiques mixtes, de les quals, molts crítics van elogiar les actuacions de l'elenc, però van criticar el to inconsistent. Per la seva actuació com a Patrizia Reggiani, Gaga va rebre nominacions pels Premis BAFTA, els Premis SAG i els Globus d'Or en la categoria de Millor actriu. A més a més, Leto, també va rebre nominacions en la categoria de Millor actor de repartiment als Premis Critics' Choice Movie i als SAG per la seva actuació com a Paolo Gucci. La pel·lícula va guanyar una nominació als 94ns Premis Oscar per a Millor maquillatge i pentinat. Mundialment, ha recaptat més de 156 milions de dòlars.

## Argument
El 1978, la Patrizia Reggiani és una jove italiana que treballa com a gerent d'oficina de l'empresa del seu pare. En una festa, la Patrizia coneix Maurizio Gucci, un alumne de dret i hereu del 50% dels interessos de l'empresa Gucci, ja que el seu pare és Rodlofo Gucci. Patrizia persegueix el Maurizio i ell s'enamora d'ella. Rodolfo avisa a Maurizio dient-li que la Patrizia només el vol per la seva riquesa i diu Maurizio que li desheretarà si casa Patrizia; Maurizio tria Patrizia sobre la seva connexió a Gucci i, d'aquesta manera, deixa a la família Gucci. La parella es casa i en Maurizio agafa una feina a l'empresa del pare de la Patrizia. Quan ella queda embarassada, veu el nen com una porta per a la reconciliació familiar. Explica al tiet del Maurizio, l'Aldo, que està embarassada. Aldo introdueix a Patrizia el seu fill poc intel·ligent Paolo, que aspira a ser un dissenyador dins Gucci malgrat la seva manca de talent. Gràcies a Aldo, en Maurizio i en Rodolfo, qui està malalt, es reconcilien poc abans que el pare mori. Rodolfo torna a posar el nom de Maurizio a la seva voluntat, però no signa un document que transfereix li transfereix les participacions de Gucci. La Patrizia forja la signatura de Rodolfo, donant així, el 50% dels interessos de Gucci al Maurizio.
La Patrizia comença a fer un pla per tal d'obtenir un cert control sobre Gucci. Per fer-ho, voldrà adquirir algunes de les participacions de l'Aldo i el Paolo (els dos tenen l'altre 50% interès).Ella comença a consultar a la Giuseppina "Pina" per tal que l'ajudi a guiar-la. Manipula a en Maurizio, qui té poc interès dins Gucci, per tal que ella pugui dur a terme una funció més activa dins de l'empresa. Paolo aconsegueix proves que indiquen que l'Aldo ha estat evadint impostos dins els Estats Units; ell dona les proves a la Patrizia a canvi de que ella prometi que li deixaran dissenyar la seva pròpia línia de moda. L'Aldo és arrestat pel IRS i és sentenciat a un any i un dia de presó. La Patrizia menteix a la policia italiana i els diu que Paolo no està autoritzat per utilitzar a Gucci com a marca; la policia atura el seu espectacle a la força. La Patrizia i en Maurizio pregunten a en Paolo si els vendria les seves participacions, però el ho rebutja i talla els llaços entre ells.
La Policia italiana entra a casa d'en Maurizio per intentar detenir-lo per forjar la signatura de Rodolfo. La família de Maurizio fuig a Suïssa, on Maurizio es troba amb la seva amiga Paola Franchi. Després d'una discussió entre Maurizio i Patrizia, en Maurizio decideix que està cansat de la influència de la seva dona en ell mateix i l'empresa. Ordena a la seva dona i a la seva filla que tornin a Itàlia i comença una aventura amb la Paola, la qual Pina nota. Quan els plans empresarials de Maurizio danyen l'empresa, busca l'assistència de Investcorp, a través del qual aconsegueix les accions d'en Paolo. L'Aldo torna de la presó i immediatament s'adona del què ha fet en Paolo, enfadat, l'Aldo ven les participacions i talla contacte amb en Maurizio.
La Patrizia intenta reconciliar-se amb en Maurizio, però el la ignora completament. Més tard, demana el divorci a la Patrizia a través del seu assistent, però ella el rebutja. En Maurizio contracta a Tom Ford per tal de revitalitzar la imatge de l'empresa a través d'una nova línia. Els productes de Ford tenen èxit, però Maurizio ha fet tant mala gestió de l'empresa que el 1995, els caps Investcorpha se senten obligats a fer-lo fora, i posar a Ford i De Sola en lloc seu. La Patrizia, enfadada, demana a Pina que l'ajudi a matar en Maurizio. Pina posa Patrizia en contacte amb dos sicaris. Uns quants dies més tard, els sicaris maten Maurizio a trets durant el dia a fora de la seva oficina.
Al final de la pel·lícula, s'explica com acaben les vides dels altres personatges: l'Aldo va morir de càncer de pròstata el 1990 i Paolo va morir en pobresa poc després de vendre les seves participacions a en Maurizio. La Patrizia, la Pina, i els sicaris són sentenciats a llargues condemnes de presó ja que són detinguts per assassinat. Gucci és plenament adquirda per Investcorp i actualment té gran èxit; cap dels membres de la família de Gucci continuen a l'empresa.

## Repartiment
|  | - Lady Gaga com a Patrizia Reggiani - Adam Driver com a Maurizio Gucci - Al Pacino com a Aldo Gucci - Jeremy Irons com a Rodolfo Gucci - Jared Leto com a Paolo Gucci - Jack Huston com a Domenico De Sole - Salma Hayek com a Giuseppina "Pina" Auriemma | - Camille Cottin com a Paola Franchi - Reeve Carney com a Tom Ford - Alexia Muray com a Silvana Reggiani - Vincent Riotta com a Fernando Reggiani - Florence Andrews com a Jenny Gucci - Mia McGovern Zaini com a Alessandra Gucci - Mehdi Nebbou com a Said | - Miloud Mourad Benamara com a Omar - Mădălina Diana Ghenea com a Sophia Loren - Youssef Kerkour com a Nemir Kirdar - Antonello Annunziata com a Karl Lagerfeld - Catherine Walker com a Anna Wintour - Martino Palmisano com a Richard Avedon - Gaetano Bruno com a Franco |

## Producció

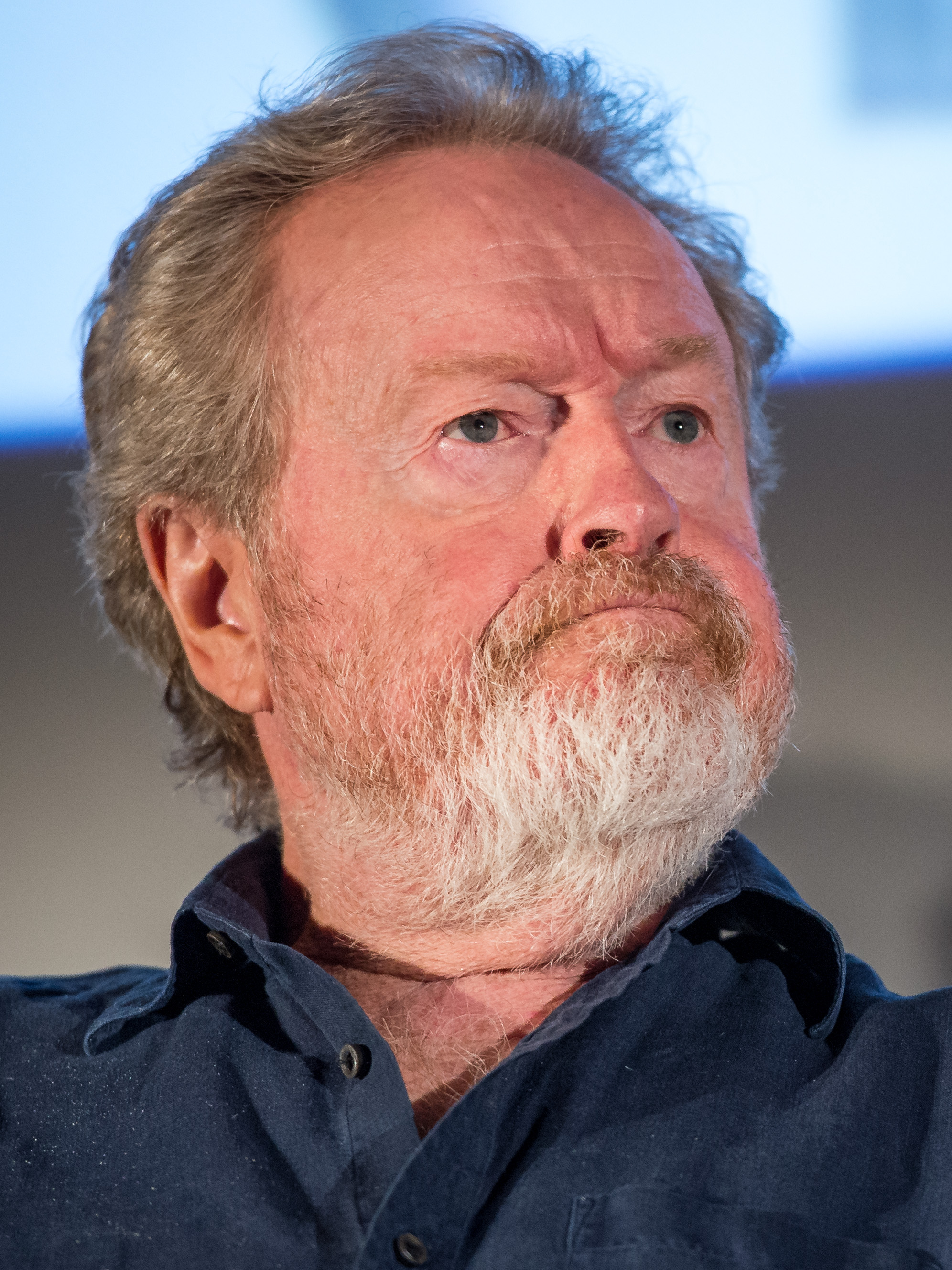
Ridley Scott, director de House of Gucci

El juny de 2006, estava previst que Ridley Scott dirigís una pel·lícula sobre la dinastia familiar dels Gucci, amb Andrea Berloff com a guionista; tot i que la família va rebutjar el projecte, estava rumorejat que Angelina Jolie i Leonardo DiCaprio interpretarien a Patrizia Reggiani i Maurizio Gucci. El febrer de 2012, la Jordan Scott, filla de Ridley Scott, havia substituït el seu pare com a director i estava en contacte amb Penélope Cruz per interpretar a Reggiani. El novembre 2016, Wong Kar-Wai va substituir a Jordan Scott en el paper de directora, Charles Randolph s'havia unit a Berloff per escriure el guió i Margot Robbie estava considerada per donar vida a Reggiani. El novembre 2019, Ridley Scott tornava a posar-se al capdavant de la pel·lícula amb Roberto Bentivegna escrivint el guió i amb Lady Gaga en el paper principal. Segons el CEO de Gucci, Marco Bizzarri, la marca de moda va cooperar amb la producció de la pel·lícula i els va donar accés als seus arxius pel vestuari i attrezzos.
Gaga va explicar que va tenir en compte com el seu amic Tony Bennet se "sentis sobre els italians que són representat en les pel·lícules de crim", i va aspirar a "crear una persona real a partir de la Patrizia i no una caricatura." Per aconseguir-ho, va estudiar la cadència de la veu i la personalitat de la Reggina. Va explicar: "Sentia que la millor manera d'honrar en Maurizio i als italians, era fent una actuació autèntica, des de la perspectiva d'una dona. No la de una dona italiano-americana, sinó una dona italiana." Va mantenir-se en el personatge durant 18 mesos i parlant amb un accent durant nou mesos d'aquell període. També va posar la veu en off de moltes de les seves línies, incloent la cita icònica: ""Father, Son and House of Gucci," la qual va fer-se viral després de l'emissió del primer tràiler de la pel·lícula.
A l'abril de 2020, Metro-Goldwyn-Mayer va adquirir els drets a la pel·lícula.

### Càsting
El novembre de 2019 va ser anunciat que Gaga interpretaria a Reggiani. A l'agost de 2020, Adam Driver, Jared Leto, Al Pacino, Robert De Niro, Jack Huston i Reeve Carney ja havien entrat en negociacions per unir-se a l'elenc. Driver, Leto, Pacino i De Niro van ser confirmats a l'octubre d'aquell mateix any. Huston i Carney van ser confirmat el desembre juntament amb Jeremy Irons, mentre que De Niro va deixar la producció. Dariusz Wolski va anunciar la seva implicació com fotògraf aquell mateix mes. Camille Cottin es va unir al repartiment el gener de 2021. El març, Mădălina Diana Ghenea, Mehdi Nebbou, i Miloud Mourad Benamara, també van ser afegits, juntament amb Salma Hayek, qui està casada amb en François-Henri Pinault el director general de l'empresa germana de Gucci.

### Rodatge
L'agost de 2020, es va informar que estava prevista que el rodatge comencés quan Scott completés la producció de The Last Duel (2021). El 3 de febrer de 2021, Leto va dir que la pel·lícula era encara en fase de pre-producció i que arrencarien el rodatge a Itàlia durant les vinents setmanes. El rodatge principal va començar a Roma a finals de febrer, amb precaucions de seguretat contra la COVID-19. Diverses escenes van ser filmades a primers de març a les ciutats de Gressoney-Saint-Jean i Gressoney-La-Trinité, concretament la Vall d'Aosta, als Alps Italians, la qual va ser utilitzada per recrear el complex turístic de St. Moritz a Suïssa. La filmació també va tenir lloc a altres ubicacions del país com Florència, el Llac de Como (a Villa del Balbiano) i Milà, incloent la Villa Necchi-Campiglio (anteriorment vista en la pel·lícula I am Love). A finals de març, el rodatge va tornar a Roma per tal de gravar les escenes a Via Condotti. El rodatge va finalitzar el 8 de maig del 2021.

## Estrena i màrqueting
House of Gucci es va estrenar a l' Odeon Luxe Leicester Square de Londres el 9 de novembre de 2021. Va ser estrenada als cinemes d'Amèrica del Nord el 24 de novembre de 2021, i al Regne Unit al cap de dos dies, el 26 de novembre. Després de la seva estrena a cinemes, també estarà disponible en streaming a la plataforma de Paramount+.
United Artists Releasing va publicar el primer tràiler de la pel·lícula durant els Jocs Olímpics d'estiu de 2021. Els comptes de diferents xarxes socials que promocionaven la pel·lícula a Twitter, Instagram, YouTube i Facebook van tenir un total de 415,4 milions de seguidors, inclosos els 234 milions de seguidors que tenien els membres de l'elenc. En total, la campanya de màrqueting va generar almenys 1.200 milions d'impressions i 407 milions de visualitzacions en línia. Les tàctiques de màrqueting van incloure col·laboracions de ràdio, socials i de venda d'entrades, d'anuncis de televisió i promocions a TikTok, Twitter i Snapchat. Els podcasts de crim van ser utilitzats per atraure el públic més jove. Als cinemes, el tràiler de la pel·lícula va ser ensenayt durant les projeccions de les pel·lícules Respect, Dear Evan Hansen, Venom: Let There Be Carnage, No Time to Die, Halloween Kills, The Last Duel i Eternals. El 25 de novembre, United Artists Releasing ja s'havia gastat 12,8 milions de dòlars en anuncis de televisió per tal de promocionar la pel·lícula.

## Recepció

### Recaptació
A dia 18 de març de 2022, la pel·lícula ha recaptat $53.8 milions entre els Estats Units i Canadà i $102.9 milions en altres territoris, aconseguint un total de $156.7 milions mundialment.

### Crítica
Al lloc web Rotten Tomatoes, la pel·lícula compta amb un 63% d'aprovació i una nota de 6.2 sobre 10, qualificacions basades en 353 ressenyes. I a Metacritic, té una nota de 59 sobre 100, basada en 57 opinions de crítics, indicant "ressenyes variades o mitjanes".
Alissa Wilkinson de Vox va donar a la pel·lícula una ressenya mixta, va lloar les actuacions però va criticar el guió i va dir: "La pel·lícula el tràiler està venent és de fet un petit més atractiu i salvatge que la real House of Gucci, la qual seria un sense sentit i una menys interessant si no fos per la seva brillantor, o bogeria, de les actuacions."

## Premis i nominacions
| Premis                                              | Data de la cerimònia   | Categoria                                                  | Nominats(s)                                                                            | Resultat   | Ref.          |
| --------------------------------------------------- | ---------------------- | ---------------------------------------------------------- | -------------------------------------------------------------------------------------- | ---------- | ------------- |
| Detroit Film Critics Society                        | 6 de desembre de 2021  | Millor actor de suport                                     | Jared Leto                                                                             | Nominat    | [ 41 ]        |
| Detroit Film Critics Society                        | 6 de desembre de 2021  | Millor repartiment                                         | House of Gucci                                                                         | Nominats   | [ 41 ]        |
| Washington D.C. Area Film Critics Association       | 6 de desembre de 2021  | Millor actriu                                              | Lady Gaga                                                                              | Nominada   | [ 42 ]        |
| St. Louis Film Critics Association                  | 19 de desembre de 2021 | Millor actriu                                              | Lady Gaga                                                                              | Nominada   | [ 43 ] [ 44 ] |
| St. Louis Film Critics Association                  | 19 de desembre de 2021 | Millor actor de suport                                     | Jared Leto                                                                             | Nominat    | [ 43 ] [ 44 ] |
| St. Louis Film Critics Association                  | 19 de desembre de 2021 | Millor vestuari                                            | Janty Yates                                                                            | Nominada   | [ 43 ] [ 44 ] |
| Dallas–Fort Worth Film Critics Association          | 20 de desembre de 2021 | Millor actriu                                              | Lady Gaga                                                                              | Nominada   | [ 45 ]        |
| Florida Film Critics Circle                         | 22 de desembre de 2021 | Millor actriu                                              | Lady Gaga                                                                              | Nominada   | [ 46 ] [ 47 ] |
| Florida Film Critics Circle                         | 22 de desembre de 2021 | Millor actor de suport                                     | Jared Leto                                                                             | Nominat    | [ 46 ] [ 47 ] |
| Festival Internacional de Cinema de Capri Hollywood | 3 de gener de 2022     | Millor actriu                                              | Lady Gaga                                                                              | Guanyadora | [ 48 ]        |
| Festival Internacional de Cinema de Capri Hollywood | 3 de gener de 2022     | Artista de l'any Capri Italian-American                    | Lady Gaga                                                                              | Guanyadora | [ 48 ]        |
| Festival Internacional de Cinema de Palm Springs    | 6 de gener de 2022     | Premi Icon                                                 | Lady Gaga                                                                              | Guanyadora | [ 49 ]        |
| Premis Globus d'Or                                  | 9 de gener de 2022     | Millor actriu – Drama                                      | Lady Gaga                                                                              | Nominada   | [ 50 ]        |
| San Diego Film Critics Society                      | 10 de gener de 2022    | Millor vestuari                                            | Janty Yates                                                                            | Nominada   | [ 51 ] [ 52 ] |
| Georgia Film Critics Association                    | 14 de gener de 2022    | Millor actriu                                              | Lady Gaga                                                                              | Nominada   | [ 53 ] [ 54 ] |
| Seattle Film Critics Society                        | 17 de gener de 2022    | Millor actriu                                              | Lady Gaga                                                                              | Nominada   | [ 55 ] [ 56 ] |
| Seattle Film Critics Society                        | 17 de gener de 2022    | Millor vestuari                                            | Janty Yates                                                                            | Nominada   | [ 55 ] [ 56 ] |
| Alliance of Women Film Journalists                  | 25 de gener de 2022    | Millor actriu                                              | Lady Gaga                                                                              | Nominada   | [ 57 ]        |
| Premis AACTA                                        | 25 de gener de 2022    | Millor actriu                                              | Lady Gaga                                                                              | Nominada   | [ 58 ] [ 59 ] |
| Premis AACTA                                        | 25 de gener de 2022    | Millor actor de suport                                     | Al Pacino                                                                              | Nominat    | [ 58 ] [ 59 ] |
| Premis Golden Tomato                                | 31 de gener de 2022    | Actor preferit                                             | Adam Driver                                                                            | Nominat    | [ 60 ]        |
| Premis Golden Tomato                                | 31 de gener de 2022    | Actriu preferida                                           | Lady Gaga                                                                              | Nominada   | [ 60 ]        |
| Premis Golden Tomato                                | 31 de gener de 2022    | Actriu preferida                                           | Salma Hayek                                                                            | Nominada   | [ 60 ]        |
| Premis Make-Up Artists and Hair Stylists Guild      | 19 de febrer de 2022   | Millor maquillatge en una pel·lícula d'època               | Jana Carboni, Sarah Tanno, Daniel Lawson Johnston & Stefania Pellegini                 | Nominats   | [ 61 ] [ 62 ] |
| Premis Make-Up Artists and Hair Stylists Guild      | 19 de febrer de 2022   | Millors efectes especials de maquillatge en una pel·lícula | Göran Lundström & Federica Castelli                                                    | Nominats   | [ 61 ] [ 62 ] |
| Premis Make-Up Artists and Hair Stylists Guild      | 19 de febrer de 2022   | Millor pentinat en una pel·lícula d'epoca                  | Guiliano Mariano, Frederic Aspiras, Alexis Continente & Anna Carin                     | Nominats   | [ 61 ] [ 62 ] |
| Premis Set Decorators Society of America            | 22 de febrer de 2022   | Millor decoració i disseny d'una pel·lícula d'època        | Letizia Santucci & Arthur Max                                                          | Nominats   | [ 63 ]        |
| Premis Screen Actors Guild                          | 27 de febrer de 2022   | Millor actriu                                              | Lady Gaga                                                                              | Nominada   | [ 64 ]        |
| Premis Screen Actors Guild                          | 27 de febrer de 2022   | Millor actor de suport                                     | Jared Leto                                                                             | Nominat    | [ 64 ]        |
| Premis Screen Actors Guild                          | 27 de febrer de 2022   | Millor actuació d'un repartiment                           | Adam Driver, Lady Gaga, Salma Hayek, Jack Huston, Jeremy Irons, Jared Leto & Al Pacino | Nominats   | [ 64 ]        |
| Hollywood Critics Association                       | 28 de febrer de 2022   | Millor actriu                                              | Lady Gaga                                                                              | Nominada   | [ 65 ] [ 66 ] |
| Hollywood Critics Association                       | 28 de febrer de 2022   | Millor vestuari                                            | Janty Yates                                                                            | Nominada   | [ 65 ] [ 66 ] |
| Hollywood Critics Association                       | 28 de febrer de 2022   | Millor pentinat i maquillatge                              | Frederic Aspiras, Jana Carboni, Giuliano Mariano, Göran Lundström & Sarah Nicole Tanno | Nominats   | [ 65 ] [ 66 ] |
| Premis Queerties                                    | 1 de març de 2022      | Millor pel·lícula d'estudi                                 | House of Gucci                                                                         | Nominada   | [ 67 ]        |
| Premis Queerties                                    | 1 de març de 2022      | Millor actuació                                            | Lady Gaga                                                                              | Guanyadora | [ 68 ]        |
| African-American Film Critics Association           | 2 de març de 2022      | AAFCA's Top Ten Films                                      | House of Gucci                                                                         | Guanyadora | [ 69 ]        |
| American Cinematheque Tribute to the Crafts         | 7 de març de 2022      | Millor pentinat i maquillatge                              | Jana Carboni, Giuliano Mariano, Göran Lundström, Sarah Tanno & Frederic Aspiras        | Guanyadors | [ 70 ] [ 71 ] |
| Festival Internafcional de Cinema de Santa Barbara  | 7 de març de 2022      | Premi Variety Artisans                                     | Frederic Aspiras and Göran Lundström                                                   | Nominats   | [ 72 ]        |
| Premis Costume Designers Guild                      | 9 de març de 2022      | Excel·lència en pel·lícula d'època                         | Janty Yates                                                                            | Nominada   | [ 73 ] [ 74 ] |
| Premis BAFTA                                        | 13 de març de 2022     | Millor pel·lícula britànica                                | House of Gucci                                                                         | Nominada   | [ 75 ]        |
| Premis BAFTA                                        | 13 de març de 2022     | Millor actriu                                              | Lady Gaga                                                                              | Nominada   | [ 75 ]        |
| Premis BAFTA                                        | 13 de març de 2022     | Millor pentinat i maquillatge                              | Frederic Aspiras, Jana Carboni, Giuliano Mariano & Sarah Nicole Tanno                  | Nominats   | [ 75 ]        |
| Premis Critics' Choice Movie                        | 13 de març de 2022     | Millor actriu                                              | Lady Gaga                                                                              | Nominada   | [ 76 ]        |
| Premis Critics' Choice Movie                        | 13 de març de 2022     | Millor actor de suport                                     | Jared Leto                                                                             | Nominat    | [ 76 ]        |
| Premis Critics' Choice Movie                        | 13 de març de 2022     | Millor vestuari                                            | Janty Yates                                                                            | Nominada   | [ 76 ]        |
| Premis Critics' Choice Movie                        | 13 de març de 2022     | Millor pentinat i maquillatge                              | House of Gucci                                                                         | Nominada   | [ 76 ]        |
| Premis Gold Derby Film                              | 16 de març de 2022     | Millor actriu                                              | Lady Gaga                                                                              | Nominada   | [ 77 ]        |
| Premis Gold Derby Film                              | 16 de març de 2022     | Millor vestuari                                            | Janty Yates                                                                            | Nominada   | [ 77 ]        |
| Premis Gold Derby Film                              | 16 de març de 2022     | Millor pentinat i maquillatge                              | Göran Lundström, Anna Carin Lock & Frederic Aspiras                                    | Nominats   | [ 77 ]        |
| New York Film Critics Circle                        | 16 de març de 2022     | Millor actriu                                              | Lady Gaga                                                                              | Guanyadora | [ 78 ]        |
| Premis Dorian                                       | 17 de març de 2022     | Campiest Flick                                             | House of Gucci                                                                         | Guanyadora | [ 79 ] [ 80 ] |
| Premis AARP Movies for Grownups                     | 18 de març de 2022     | Millor actor de suport                                     | Jared Leto                                                                             | Guanyador  | [ 81 ] [ 82 ] |
| Premis AARP Movies for Grownups                     | 18 de març de 2022     | Millor repartiment                                         | House of Gucci                                                                         | Nominats   | [ 81 ] [ 82 ] |
| Casting Society of America                          | 23 de març de 2022     | Alt pressupost - Drama                                     | Kate Rhodes-James                                                                      | Nominada   | [ 83 ]        |
| Premis Golden Raspberry                             | 26 de març de 2022     | Pitjor actor de suport                                     | Jared Leto                                                                             | Guanyador  | [ 84 ] [ 85 ] |
| Premis Golden Raspberry                             | 26 de març de 2022     | Pitjor combo a la pantalla                                 | Jared Leto i la seva cara de 8kg o la seva roba o el seu accent ridícul                | Nominat    | [ 84 ] [ 85 ] |
| Premis Oscar                                        | 27 de març de 2022     | Millor maquillatge i pentinat                              | Göran Lundström, Anna Carin Lock & Frederic Aspiras                                    | Nominats   | [ 86 ]        |
| Premis Satellite                                    | 2 d'abril de 2022      | Millor actriu - Drama                                      | Lady Gaga                                                                              | Nominada   | [ 87 ] [ 88 ] |
| Premis Satellite                                    | 2 d'abril de 2022      | Millor actor de suport                                     | Jared Leto                                                                             | Nominat    | [ 87 ] [ 88 ] |